# Biblioteca Centrale della Regione Siciliana
Die Biblioteca Centrale della Regione Siciliana “Alberto Bombace” (bis 1977 Biblioteca Nazionale di Palermo) ist die zentrale Regionalbibliothek der Autonomen Region Sizilien. Sie befindet sich am Corso Vittorio Emanuele in Palermo, etwa 150 Meter östlich der Kathedrale.

## Geschichte
Die Geschichte der Bibliothek geht zurück auf ein 1549 gegründetes Jesuitenkolleg, für das ab 1586 in der Nähe der Kathedrale ein neuer Gebäudekomplex errichtet wurde (Collegio Massimo). Nach der Aufhebung des Jesuitenordens im Jahr 1773 dienten dann die umfangreichen Büchersammlungen der Jesuiten als Grundbestand für die 1782 von König Ferdinand III. von Sizilien und dem Fürsten von Torremuzza gegründete „Königliche Bibliothek“. Im Zug der Einigung Italiens wurde sie Ende 1860 zur Nationalbibliothek erklärt. 1977 erfolgte die Übernahme durch die Region Sizilien und die Umbenennung in „Zentrale Bibliothek der Region Sizilien“. 2003 wurde sie nach dem sizilianischen Kulturbeamten Alberto Bombace (1934–2003) benannt.
Die Biblioteca Centrale della Regione Siciliana ist nach der 1760 gegründeten Biblioteca Comunale di Palermo die zweitälteste Bibliothek Palermos.

## Bestand
Im Jahr 2009 belief sich der Bestand auf rund 600.000 Bände, knapp 1.100 Inkunabeln, 15.000 Manuskripte, 5.600 Drucke des 16. Jahrhunderts und 5.000 Periodika (1.100 laufende). Hinzu kommen Zeitungen, Zeichnungen, Landkarten, Autographen, Kodizes, Fotografien, Diapositive, Mikrofilme, Microfiches und andere Medieneinheiten. Die Handschriften stammen meist aus den Bibliotheken im Jahr 1866 aufgehobener Klöster wie San Martino delle Scale, darunter etwa ein Exemplar von Leonardo Brunis Übersetzung der aristotelischen Nikomachischen Ethik oder ein Sammelband mit Schriften des Bernhard von Clairvaux und des Johannes Gallensis. Ebenfalls aus San Martino stammen eine humanistische Handschrift der Consolatio philosophiae des Boethius und ein Codex aus der zweiten Hälfte des 14. Jahrhunderts mit dem Communiloquium und weiteren Schriften des Johannes Gallensis, während die Provenienz einer reichhaltig illuminierten Handschrift des Communiloquium und des Breviloquium des Johannes Gallensis, die am Ende auch einen pseudo-aristotelischen Text enthält, ungeklärt ist. Aus der Bibliothek des Collegio Massimo übernommen wurde ein humanistischer Codex mit übersetzten Schriften des Lukian von Samosata und einer fälschlich dem Phalaris von Agrigent zugeschriebenen Briefsammlung.
Die meist neuzeitlichen „philosophischen“ Handschriften sind derzeit am besten online erschlossen, unter dem Sammeltitel I tesori della biblioteca werden Bildbeispiele mit mehrsprachigen Kurzbeschreibungen von Urkunden, Handschriften und Druckwerken gezeigt. Die 38 griechischen und die 38 orientalischen Handschriften stammen vorwiegend aus dem Collegio Massimo.
Die Bibliothek bewahrt das Urkundenarchiv (Tabulario) des Klosters und Erzbistums Monreale auf.
1999 erwarb die Bibliothek das Redaktionsarchiv der für ihren investigativen Journalismus bekannten palermitaner Tageszeitung L‘Ora, das Material vom Ende der 50er Jahre bis 1992, dem Zeitpunkt der Einstellung des Erscheinens, enthält. Ein Teil ist bereits katalogisiert, vor allem die Cronaca nera, Berichte über Kriminalfälle, die meist mit der Mafia in Zusammenhang stehen.